# باش‌پینار (دمیراوزو)
باش‌پینار (به ترکی استانبولی: Beşpınar، به ارمنی: Լոռի، به کردی: Loriya Jorîn) یک منطقهٔ مسکونی در ترکیه است که در دمیراوزو واقع شده‌است. باش‌پینار ۵۲۵ نفر جمعیت دارد.